# Kim Stacey
Kim Stacey (Concord, 3 mei 1980) is een voormalig snowboardster uit de Verenigde Staten.

## Resultaten

### Wereldkampioenschappen
| Jaar | Plaats        | Resultaten |
| ---- | ------------- | ---------- |
| 1999 | Berchtesgaden | Halfpipe   |

#### Wereldbeker
Eindklasseringen
| Seizoen   | Algemeen          | Halfpipe          |
| --------- | ----------------- | ----------------- |
| 1997/1998 | 127e 20,00 punten | 65e 164,00 punten |
| 1998/1999 | 16e 675,00 punten | · 5400,00 punten  |
| 1999/2000 | 31e 318,00 punten | 8e 3500,00 punten |
| 2000/2001 | -                 | 59e 200,00 punten |

Wereldbekerzeges
| Datum           | Plaats           | Onderdeel |
| --------------- | ---------------- | --------- |
| 31 januari 1999 | Mont-Sainte-Anne | Halfpipe  |
| 11 maart 2000   | San Candido      | Halfpipe  |

#### Noord-Amerikabeker
Eindklasseringen
| Seizoen   | Halfpipe        |
| --------- | --------------- |
| 2001/2002 | · 450,00 punten |

Noord-Amerikabekerzeges
| Datum            | Plaats            | Onderdeel |
| ---------------- | ----------------- | --------- |
| 1 februari 2002  | Sugar Bowl        | Halfpipe  |
| 22 februari 2002 | Steamboat Springs | Halfpipe  |
| 2 maart 2002     | Bear Mountain     | Halfpipe  |